# Vincenzo Mantovani (traduttore)
Vincenzo Mantovani (Ferrara, 1934 – Milano, 3 giugno 2023) è stato un traduttore e scrittore italiano.

## Biografia
Autore di romanzi e studi storici sul movimento anarchico italiano, è ricordato soprattutto per la sua prolifica attività di traduttore dall'inglese. Iniziata la sua carriera grazie a un contatto con Erich Linder, ha tradotto per le principali case editrici italiane decine di scrittori, tra cui si ricordano Ernest Hemingway, Philip Roth, Truman Capote, Henry Miller, Saul Bellow, Kurt Vonnegut, Salman Rushdie, Charles Bukowski, Isaac Asimov, William Faulkner, Harper Lee, Francis Scott Fitzgerald, Robert Olmstead.
Nella sua qualità di anglista, ha affiancato con introduzioni o note critiche illustri letterati italiani: Elio Vittorini, Delfino Cinelli, Ettore Capriolo, Bruno Oddera, Fernanda Pivano.

## Opere principali

### Narrativa
- Una maledetta cosa, Milano, Rizzoli, 1963
- Morte in negativo, Milano, Rizzoli, 1968
- La diavolassa, Milano, Rizzoli, 1970
- Bersaglio Martin Luther King, Milano, Fabbri, 1973
- Mazurka blu. La strage del Diana, Milano, Rusconi, 1979
- Roosevelt, Milano, Fabbri, 1983
- La donna che diventò mio marito, Milano, Rizzoli, 1988
- La piscina, Milano, Rizzoli, 1991
- Il cattivo maestro, Firenze, Giunti, 1997
- Anarchici alla sbarra, Milano, Net, 2007

## Traduzioni (parziale)
- Bill Adler, Chi ha ucciso i Robins?: e dove e quando e come e perche furono uccisi?, Milano: Rizzoli, 1985
- Saul Bellow
  - Le avventure di Augie March, Torino: Einaudi, 1976
  - La vittima, Milano: Oscar Mondadori, 2012
- Charles Bukowski
  - Poesie: (1955-1973), (a cura di), Milano: A. Mondadori, 1979
  - 23 poesie, Milano: A. Mondadori, 1996
- Peter Carey, Furto: una storia d'amore,  Milano, Feltrinelli 2007
- Charlie Chaplin, La mia autobiografia, Milano: A. Mondadori, 1964
- Seamus Deane, Le parole della notte, Milano: Feltrinelli, 1999
- William Faulkner, L'urlo e il furore, Milano: Mondadori, 1980
- Joan Didion, L'anno del pensiero magico, Il Saggiatore, 2006
- Richard Ford
  - Tra loro: ricordando i miei genitori, Milano: Feltrinelli, 2019
  - Scusate il disturbo, Milano: Feltrinelli, 2021
- James Grady
  - Gli artigli dell'aquila, Milano: Biblioteca Universale Rizzoli, 1991
  - La notte dell'avvoltoio, Milano: Rizzoli, 1987
- Josephine Hart
  - Il danno, Milano: Feltrinelli, 1995
  - Il peccato, Milano: Feltrinelli, 1996
- Ernest Hemingway
  - Festa mobile, Milano: A. Mondadori, 1964
  - Isole nella corrente, Milano: Mondadori, 1970
  - Storie della guerra di Spagna, (con Giuseppe Trevisani), Milano: A. Mondadori, 1972
  - 88 Poesie, (a cura di), Milano: A. Mondadori, 1982
  - Un'estate pericolosa, introduzione di James A. Michener; Milano: A. Mondadori, 1986
  - I quarantanove racconti, Milano: A. Mondadori, 1988
  - Avere e non avere, Milano: A. Mondadori, 1989
  - Le nevi del Kilimangiaro, a cura di Anna Luisa Zazo; Milano: A. Mondadori, 1992
  - I racconti di Nick Adams, (con Sergio Trevisani); Milano: A. Mondadori, 1993
  - Un posto pulito, illuminato bene, Milano: A. Mondadori, 1994
  - 43 poesie, Milano: A. Mondadori, 1996
  - La breve vita felice di Francis Macomber, Roma: La Repubblica, 1997
- Henry James, Washington square, Introduzione di Franco Cordelli, Milano, Garzanti, 1991
- Jerzy Kosinski, Presenze, postfazione di Beniamino Placido, Milano: A. Mondadori, 1980
- Harper Lee, Va', metti una sentinella, Milano: Feltrinelli, 2015
- Doris Lessing, L'abitudine di amare, Milano: Feltrinelli, 1991
- Ross Macdonald, Denaro nero, prefazione di Alberto Tedeschi, Milano: A. Mondadori, 1973
- William Manchester, Morte di un presidente: 20-25 novembre 1963, Milano: A. Mondadori, 1967
- Henry Miller
  - Paradiso perduto, Torino: Einaudi, 1975
  - Big Sur e le arance di Hieronymus Bosch, Torino: Einaudi, 1979
  - Ricordati di ricordare, Torino: Einaudi, 1979
  - L'incubo ad aria condizionata, Torino: Einaudi, 1979
- Robert C. North, Il comunismo cinese, Milano: Il saggiatore, 1966
- Edna O'Brien, Ragazze di campagna, Milano: Feltrinelli, 1995
- Amos Oz, Gesù e Giuda, Feltrinelli, 2022
- Edgar Allan Poe, Racconti di enigmi, traduzione di Delfino Cinelli, Vincenzo Mantovani, Elio Vittorini; introduzione di Sergio Perosa, Milano: A. Mondadori, 1985
- Philip Roth
  - Pastorale americana, Torino: Einaudi, 1998
  - Patrimonio. Una storia vera, Torino: Einaudi, 2007
- Salman Rushdie
  - Furia, Milano: A. Mondadori, 2002
  - Shalimar il clown, Milano: Mondadori, 2006
- Budd Schulberg, I disincantati, Torino, Einaudi, 1960.
- Alan Sillitoe, La solitudine del maratoneta, Torino: Einaudi, 1981
- Steve Sohmer, Gli ultimi nove giorni, Milano: Rizzoli, 1988
- Gore Vidal, Myra Breckinridge: Milano: Garzanti, 1973
- Kurt Vonnegut, Kurt Vonnegut. Tutti i raccontiBompiani, 2019
- Charles Webb, Il laureato, Milano: A. Mondadori, 1968
- William Carlos Williams, Molti amori; Un sogno d'amore, Torino: Einaudi, 1978